# Massacre de Maraş
 (septembre 2020).
Si vous disposez d'ouvrages ou d'articles de référence ou si vous connaissez des sites web de qualité traitant du thème abordé ici, merci de compléter l'article en donnant les références utiles à sa vérifiabilité et en les liant à la section « Notes et références ».
Le massacre de Maraş a eu lieu à Kahramanmaraş entre le 19 et 26 décembre 1978.

## Contexte
Il s'agit de l'un des massacres les plus sanglants dans l'histoire de la République turque. Il fait partie des motifs cités comme ayant conduit au coup d'État militaire du 12 septembre 1980.

## Motivations
D'après les archives du Premier ministre Bülent Ecevit, alors au pouvoir, ce massacre a été organisé par les services secrets en lien avec l'Özel Harp Dairesi (la structure de stay-behind turque soutenue par la CIA).
Il a pour but d'écraser le mouvement révolutionnaire, entreprendre un « nettoyage ethnique » et empêcher l’union des mouvements progressistes et révolutionnaires puissants (tels Dev-Yol et le Parti communiste de Turquie/marxiste-léniniste) avec les populations alévis. Des militants des Loups Gris sont infiltrés dans la ville pour faire monter la tension.

## Mise en œuvre
Ce sont les populations Kurdes de confession Alévis (très majoritaires dans la région) et de gauche qui ont été la cible. L’État turc ne reconnait qu'une centaine de victimes, mais ce sont entre 500 et 1000 personnes qui sont massacrées dans toute la région. Les maisons des familles Kurdes Alévis marquées, au préalable, d'une croix peinte sur leurs portes, sont attaquées et détruites, leurs habitants massacrés dans les rues. Les violences perpétrées durant ce massacre marquent la Turquie entière. Les journalistes rapportent des photographies d'enfants tués dans les écoles, de bébés arrachés du ventre de leurs mères et de corps entassés.
Les forces de l'ordre ayant reçu l'ordre de ne pas intervenir, ce sont les Forces armées, appelés en renfort de Gaziantep et de Kayseri, qui rétablissent l'ordre. Le ministre de l'Intérieur Irfan Ozaydinli remet sa démission et cède sa place à Fehmi Günes.